# Magnet, Allier
Magnet är en kommun i departementet Allier i regionen Auvergne-Rhône-Alpes i de centrala delarna av Frankrike. Kommunen ligger  i kantonen Varennes-sur-Allier som ligger i arrondissementet Vichy. År 2022 hade Magnet 1 046 invånare.

## Befolkningsutveckling
Antalet invånare i kommunen Magnet
Referens: INSEE